# Attus bonairensis
Attus bonairensis är en spindelart som beskrevs av Johan Coenraad van Hasselt 1887. Attus bonairensis ingår i släktet Attus och familjen hoppspindlar. Inga underarter finns listade.